# Joe Morton
Joseph Morton, Jr. (Bronx, 18 de outubro de 1947) é um ator norte-americano.
Participou do filme Terminator 2: Judgment Day em 1991 entre outros. Um de seus papeis de destaque é o do policial que resgata os passageiros do filme Speed (conhecido no Brasil como Velocidade Máxima), de 1994.
Um de seus trabalhos mais recentes é o de Rowan Pope, pai de Olívia Pope, personagem de Kerry Washington, na série de TV Scandal.

## Filmografia
| Ano           | Título                                    | Personagem               | Notas                                              |
| ------------- | ----------------------------------------- | ------------------------ | -------------------------------------------------- |
| 1970          | Mission: Impossible                       | Clerk                    |                                                    |
| 1973-1974     | Search for Tomorrow                       | James Foster             |                                                    |
| 1975          | Sanford and Son                           | Hal Marshall             | Episódio: "The Family Man"                         |
| 1975-1976     | Grady                                     | Hal Marshall             | 10 Episódios                                       |
| 1976          | M*A*S*H                                   | Captain Saunders         | Episódio: "Der Tag"                                |
| 1976          | What's Happening!!                        | Department Store Manager | Episódio:"The Birthday Present"                    |
| 1977          | Between the Lines                         | Ahmed                    |                                                    |
| 1978          | Watch Your Mouth                          | Raymond Geeter           |                                                    |
| 1983          | Curse of the Pink Panther                 | Charlie                  | "Joseph Morton"                                    |
| 1984          | The Brother from Another Planet           | The Brother              |                                                    |
| 1985          | Miami Vice                                | Lt. Jack Davis           | Episódio:"The Maze"                                |
| 1985          | Trouble in Mind                           |                          |                                                    |
| 1986          | Crossroads                                | Scratch's assistant      |                                                    |
| 1988          | The Good Mother                           | Frank Williams           |                                                    |
| 1989          | Tap                                       | Nicky                    |                                                    |
| 1990          | Challenger                                | Dr. Ronald McNair        | Filme de TV                                        |
| 1990-1991     | Equal Justice                             | Mike James               | 26 Episódios                                       |
| 1991          | Terminator 2: Judgment Day                | Dr. Miles Bennett Dyson  |                                                    |
| 1991          | City of Hope                              | Wynn                     |                                                    |
| 1992          | A Different World                         | Byron Douglas III        | 7 Episódios                                        |
| 1992          | Forever Young                             | Cameron                  |                                                    |
| 1992          | Of Mice and Men                           | Crooks                   |                                                    |
| 1992          | Nacht des Terrors - Mord in New York City | Cedric Sandiford         |                                                    |
| 1993          | TriBeCa                                   | Carlton Thomas           | 7 Episódios                                        |
| 1994          | Speed                                     | Lieutenant "Mac" McMahon |                                                    |
| 1994          | The Inkwell                               | Kenny Tate               |                                                    |
| 1994          | Homicide: Life on the Street              | Sam Thorn                | Episódios:"A Model Citizen" e "Happy to be here"   |
| 1995          | Under One Roof                            | Ron Langston             | 6 Episódios                                        |
| 1995          | The Walking Dead                          | Sargent Barkley          |                                                    |
| 1995          | New York News                             | Mitch Cotter             | 13 episódios                                       |
| 1996          | Executive Decision                        | Sargent Matheny          |                                                    |
| 1996          | Touched by an Angel                       | Jake Stone and Martin    | Episódio:"Jacob's Ladder" e "The Impossible Dream" |
| 1996          | Lone Star                                 | Del                      |                                                    |
| 1997-2000     | Prince Street                             | Lieutenant Tom Warner    | 6 Episódios                                        |
| 1997          | The Pest                                  | Mr. Kent                 | Filme de TV                                        |
| 1997          | Speed 2: Cruise Control                   | Lieutenant Herb McMahon  | Não-creditado                                      |
| 1997          | Trouble on the Corner                     |                          |                                                    |
| 1997          | Miss Evers' Boys                          | Dr. Sam Brodus           |                                                    |
| 1998          | Mercy Point                               | Dr. Grote Maxwell        | 8 Episódios                                        |
| 1998          | Blues Brothers 2000                       | Cabel Chamberlain        |                                                    |
| 1998          | Final Act                                 |                          | IFC TV Curta-metregm                               |
| 1998          | Apt Pupil                                 | Dan Richler              |                                                    |
| 1999          | Mutiny                                    | Thurgood Marshall        |                                                    |
| 1999          | The Astronaut's Wife                      |                          |                                                    |
| 2000          | Bounce                                    |                          |                                                    |
| 2000          | What Lies Beneath                         | Dr. Drayton              |                                                    |
| 2000          | The X-Files                               | Martin Wells             | Episódio: "Redrum"                                 |
| 2001          | Ali                                       | Chauncey Eskridge        |                                                    |
| 2002          | The Practice                              |                          | Episódio: "Fire Proof"                             |
| 2002-2003     | Smallville                                | Dr. Steven Hamilton      | 4 Episódios                                        |
| 2003          | Law & Order: Special Victims Unit         |                          |                                                    |
| 2003          | Thoughtcrimes                             | John Harper              |                                                    |
| 2003          | Paycheck                                  | Agent Dodge              |                                                    |
| 2004          | Breaking Dawn                             | Professor Simon          |                                                    |
| 2005          | Lenny the Wonder Dog\|                    | Dr. Island               |                                                    |
| 2005          | JAG                                       | Elroy Johnson            | Episódio: "Soldier"                                |
| 2005          | House MD                                  | Gary H. Wright           | Episódio: "Role Model"                             |
| 2005          | CSI: NY                                   | Dwight Hillborne         | Episódios:"Supply and Demand"]] e "On the Job"     |
| 1992-2005     | Law & Order                               |                          | Elenco Regular                                     |
| 2005          | Stealth                                   | Dick Marshfield          |                                                    |
| 2005          | E-Ring                                    | Steve Algazi             | 9 Episódios                                        |
| 2006          | The Night Listener                        | Ashe                     |                                                    |
| 2006-2012     | Eureka                                    | Henry Deacon             | 76 Episódios                                       |
| 2007          | American Gangster                         | Charlie Williams         |                                                    |
| 2007          | Numb3rs                                   | reporter                 | Episódio: "Graphic"                                |
| 2008          | La Linea                                  | Hodges                   |                                                    |
| 2009          | Warehouse 13                              | Reverend John Hill       | Episódio: "Regrets"                                |
| 2009          | The Good Wife                             | Daniel Golden            | 11 Episódios                                       |
| 2010          | White Collar                              | Kyle Bancroft            |                                                    |
| 2012          | Coma                                      | Dr. Nelson               |                                                    |
| 2013-presente | Scandal                                   | Rowan Pope               |                                                    |
| 2015-2016     | Grace and Frankie                         | Jason                    | 3 episódios                                        |
| 2016          | Batman v Superman: Dawn of Justice        | Silas Stone              |                                                    |
| 2017          | Liga da Justiça: Parte Um                 | Silas Stone              |                                                    |